# Ana Caroline Silva
Ana Caroline Miguel da Silva, född 12 februari 1999, är en brasiliansk friidrottare som tävlar i kulstötning och släggkastning.

## Karriär
Ana Caroline Silva gjorde internationell mästerskapsdebut 2017 då hon tog silver vid sydamerikanska U20-mästerskapen i Leonora med en stöt på 13,92 meter. Följande år blev hon utslagen i kvalet vid junior-VM i Tammerfors efter en stöt på 14,15 meter samt slutade på fjärde plats vid sydamerikanska U23-mästerskapen i Cuenca med en stöt på 14,26 meter. År 2020 började Silva studera vid University of Georgia och tävlade för deras idrottsförening Georgia Bulldogs. 2021 slutade hon på femte plats i släggkastning vid sydamerikanska U23-mästerskapen i Guayaquil med ett kast på 56,00 meter. Under samma år tävlade hon även vid panamerikanska spelen för juniorer i Cali där hon misslyckades att göra ett giltigt kast i släggkastning men tog silver i kulstötning efter en stöt på 16,86 meter. 2022 tävlade Silva vid VM i Eugene, där hon blev utslagen i kvalet i kulstötning med en bästa stöt på 16,58 meter. Under året tog hon även brons vid sydamerikanska spelen i Asunción efter en stöt på 16,40 meter.
År 2023 slutade Silva på sjätte plats i både kulstötning och släggkastning vid sydamerikanska mästerskapen i São Paulo efter att ha stött 16,11 meter respektive kastat 61,91 meter. Därefter blev hon utslagen i kvalet i kulstötning vid VM i Budapest efter en bästa stöt på 17,18 meter. I november samma år slutade Silva på femte plats vid panamerikanska spelen i Santiago med en stöt på 16,70 meter. 2024 tog hon brons vid iberoamerikanska mästerskapen i Cuiabá efter en stöt på 17,18 meter. Vid olympiska sommarspelen 2024 i Paris blev Silva utslagen i kvalet i kulstötning och slutade på totalt 23:e plats med en bästa stöt på 17,09 meter.
År 2025 tog Silva silver vid sydamerikanska inomhusmästerskapen i Cochabamba efter en stöt på 16,65 meter. I april samma år tog hon brons vid sydamerikanska mästerskapen i Mar del Plata efter en stöt på 16,09 meter samt slutade på femte plats i släggkastning efter ett kast på 61,05 meter.
Mellan 2022 och 2024 blev Silva brasiliansk mästare i kulstötning samt 2024 även i släggkastning.

## Personliga rekord
- Kulstötning: 18,46 m, 13 maj 2022 i Oxford
- Släggkastning: 64,60 m, 8 juni 2023 i Austin